# Parancistrocerus saltensis
Parancistrocerus saltensis är en stekelart som först beskrevs av Brethes 1906.  Parancistrocerus saltensis ingår i släktet Parancistrocerus och familjen Eumenidae. Inga underarter finns listade i Catalogue of Life.